# Euxoa marinensis
Euxoa marinensis är en fjärilsart som beskrevs av Mcdunnough 1941. Euxoa marinensis ingår i släktet Euxoa och familjen nattflyn. Inga underarter finns listade i Catalogue of Life.